# Dorothy Tangney
Dorothy Tangney, född 1907, död 1985, var en australisk politiker.  
Hon var senator i Australiens senat mellan 1943 och 1968. Hon blev den första kvinnan i Australiens senat.